# Перорад
Перора́д (фр. Peyrehorade) — коммуна на юго-западе Франции в департаменте Ланды (регион Аквитания).
Коммуна расположена на землях исторической области Пеи-д’Орт в самом центре зеленеющего холмистого региона. По территории коммуны протекают горные речки По и Олорон.
Перорад был образован в 1448 году Карлом VII королём Франции.
В коммуне находится один из двух во Франции научно-производственных центров, транснациональной компании Monsanto, монополиста по производству генно-модифицированных культур (второй французский центр расположен в коммуне Сент-Аман-Лонпре (департамент Луар и Шер)).
По традиции, существующей с 1358 года, рынок в Перораде устраивается по утрам в среду.
В списке культурного наследия Перорада находятся следующие достопримечательности:
- Церковь Сен-Мартен-де-Перорад
- Замок Монреаль является наиболее заметной достопримечательностью Перорада. К четырём углам этого сооружения XVI века примыкают мощные круглые башни. Изначально являясь резиденцией виконтов края Пеи-д’Орт, впоследствии замок служил военным госпиталем, пансионатом для девочек и техническим коллежем. В настоящее время здесь находится городская ратуша.
- Замок Аспремон, который начали строить в XI веке, возведя донжон на холме. В XII веке построили второй донжон и замок стал резиденцией виконтов д’Орт с XV века по XVI век[3].
- Перорад является одним из двух городов Аквитании, где есть возможность обучиться воздухоплаванию (лицей).

Персонаж новеллы Проспера Мериме «Венера Илльская» имеет фамилию Перорад (в русском переводе — Пейрорад).